# Kajiyama Yoichi
Yoichi Kajiyama (sinh ngày 8 tháng 9 năm 1971) là một cầu thủ bóng đá người Nhật Bản.

## Sự nghiệp câu lạc bộ
Yoichi Kajiyama đã từng chơi cho Vissel Kobe.